# Львов, Фёдор Дмитриевич
Князь Фёдор Дмитриевич Львов — московский дворянин и воевода во времена правления Михаила Фёдоровича.
Из княжеского рода Львовы. Старший сын князя Дмитрия Даниловича Львова, упомянутого (1598—1601) объезжим и осадным головою в Москве. Имел братьев, князей: Андрея, Михаила, воеводу в Сургуте (1633) Петра, воеводу в Тюмени (1635—1639) Ивана Дмитриевичей.

## Биография
В 1627-1640 годах в Боярской книге записан московским дворянином. В 1629-1630 годах воевода в Курмыше. В июле 1633 года первый воевода в Москве у Сретенских ворот для охранения от прихода крымцев.
От брака с неизвестной имел сыновей, князей: окольничего Степана и Никиту Фёдоровичей.